# Tipula (Ramatipula) flavithorax
Tipula (Ramatipula) flavithorax is een tweevleugelige uit de familie langpootmuggen (Tipulidae). De soort komt voor in het Oriëntaals gebied.